# Олава (гмина)
Ола́ва (пол. Oława) — сельская гмина (волость) в Польше, входит как административная единица в Олавский повет, Нижнесилезское воеводство. Население — 13 224 человека (на 2004 год).

## Демография
| Перепись                       | Всего   | Всего | Женщины | Женщины | Мужчины | Мужчины |
| ------------------------------ | ------- | ----- | ------- | ------- | ------- | ------- |
| Единицы                        | человек | %     | человек | %       | человек | %       |
| Население                      | 13 224  | 100   | 6706    | 50,7    | 6518    | 49,3    |
| Плотность населения (чел./км²) | 56,5    | 56,5  | 28,7    | 28,7    | 27,9    | 27,9    |

## Соседние гмины
1. Гмина Черница
2. Гмина Доманюв
3. Гмина Ельч-Лясковице
4. Гмина Любша
5. Олава
6. Гмина Скарбимеж
7. Гмина Свента-Катажина
8. Гмина Вёнзув